# Pireneitega luctuosa
Pireneitega luctuosa là một loài nhện trong họ Amaurobiidae.
Loài này thuộc chi Pireneitega. Pireneitega luctuosa được Ludwig Carl Christian Koch miêu tả năm 1878.